# Киевское сельское поселение (Кашарский район)
Киевское сельское поселение — муниципальное образование в Кашарском районе Ростовской области.
Административный центр поселения — хутор Второй Киевский.

## История
В дореволюционные времена территория современного Киевского поселения охватывала населенные пункты, которые входили в состав Верхне-Большинской, Верхне-Ольховской, Усть-Мечетинской и Пономаревской сельских волостей. Усть-Мечетинская волость относилась к Донецкому округу, а Пономаревская к Усть-Медведицкому округу. О поселениях известно следующее: в 1817—1823 годах в поселке Киевском насчитывалось 20 дворов, 74 мужчины и 64 женщины. В селе Красный колок, который в документах 1868 года значился как посёлок Анновско-Большинский, насчитывалось 33 двора, в которых жило свыше 200 людей обоих полов. В посёлке Шалаевка в 1820-х годах было 26 дворов, в которых проживало по 87 человек обоих полов. Поселок Верхнегреково по состоянию на 1817—1823 год назывался посёлком Грековым Верхне-Большинским. В нём было 34 двора, 86 мужчин и 77 женщин. В селе Нижне-Астахово в 1868 году было 40 дворов. Проживало 164 мужчины и 170 женщин. В 1874 году часть земель современного Киевского поселения принадлежала полковнику Иосифу Суворову, помещикам Поляковым, Коньковым, Сулиным, Грековым, Астаховым и Иловайским. После революции 1917 года, согласно новым законам и постановлениям, земля помещиков была поделена между неимущими крестьянами.
Во времена Советского Союза на этой территории были образованы колхозы. В 1954 году после образования Каменской области в неё вошёл Киевский район, после упразднения области в 1957 году, район перешёл в состав Ростовской области. В 1962 году Киевский район упразднили, а Киевский сельский совет и Верхне-Грековский сельский совет были переданы Кашарскому району. В 1991 году, согласно новому постановлению, существующий колхоз имени Кирова был реорганизован в товарищество с ограниченной ответственностью имени Кирова. В 2003 году товарищество объявили банкротом. В октябре 2004 года появилось Муниципальное образование «Киевское сельское поселение».

## Административное устройство
В состав Киевского сельского поселения входят:
- хутор Второй Киевский;
- село Верхнегреково(400чел.);
- хутор Гавриловка;
- посёлок Красный Колос;
- хутор Нижний Астахов;
- хутор Новоольховка;
- посёлок Светлый;
- хутор Третий Интернационал;
- село Шалаевка(201чел.).

## Население
| 2010  | 2012  | 2013  | 2014  | 2015  | 2016  | 2017  |
| ----- | ----- | ----- | ----- | ----- | ----- | ----- |
| 2140  | ↘2090 | ↘2072 | ↘2049 | ↘2026 | ↘2019 | ↘1982 |
| 2018  | 2019  | 2020  | 2021  |       |       |       |
| ↘1921 | ↘1875 | ↘1854 | ↘1814 |       |       |       |